# Baye Djiby Fall
Baye Djiby Fall (Saraya, Senegal, 20 de abril de 1985), exfutbolista senegalés. Jugaba de delantero. 

## Selección nacional
Fue internacional con la Selección de fútbol de Senegal, en la que jugó 2 partidos internacionales.

## Clubes
| Club               | País                   | Año       |
| ------------------ | ---------------------- | --------- |
| FC Bourg-Péronnas  | Francia                | 2005-2006 |
| AS Vitré           | Francia                | 2006      |
| Randers FC         | Dinamarca              | 2006-2007 |
| Al Ain FC          | Emiratos Árabes Unidos | 2007-2008 |
| OB Odense          | Dinamarca              | 2008-2009 |
| Lokomotiv Moscú    | Rusia                  | 2009-2010 |
| Molde FK           | Noruega                | 2010      |
| Odense BK          | Dinamarca              | 2011-2012 |
| KSC Lokeren        | Bélgica                | 2012      |
| Greuther Fürth     | Alemania               | 2012-2013 |
| Randers FC         | Dinamarca              | 2013-2015 |
| Karşıyaka S.K.     | Turquía                | 2015-2016 |
| FC Irtysh Pavlodar | Kazajistán             | 2016-2017 |
| FC Cincinnati      | Estados Unidos         | 2017      |
| Hobro IK           | Dinamarca              | 2018-2019 |